# Чивита
Чѝвита (на италиански: Civita, на арбърешки: Çifti, Чифти) е село и община в Южна Италия, провинция Козенца, регион Калабрия. Разположено е на 450 m надморска височина. Населението на общината е 921 души (към 2012 г.).
 В това село живее албанско общество, наречено арбъреши. Те са се заселили в този район между XV и XVIII век като бежанци от османското владичество. Село Чивита е част от етнографическия район Арберия.